# Новий Оришев
Новий Оришев (пол. Nowy Oryszew) — село в Польщі, у гміні Віскітки Жирардовського повіту Мазовецького воєводства.
Населення — 183 особи (2011).
У 1975-1998 роках село належало до Скерневицького воєводства.

## Демографія
Демографічна структура станом на 31 березня 2011 року:
|          | Загалом | Допрацездатний вік | Працездатний вік | Постпрацездатний вік |
| -------- | ------- | ------------------ | ---------------- | -------------------- |
| Чоловіки | 91      | 19                 | 63               | 9                    |
| Жінки    | 92      | 15                 | 58               | 19                   |
| Разом    | 183     | 34                 | 121              | 28                   |